# Xã Deepwater, Quận Bates, Missouri
Xã Deepwater (tiếng Anh: Deepwater Township) là một xã thuộc quận Bates, tiểu bang Missouri, Hoa Kỳ. Năm 2010, dân số của xã này là 307 người.